# Organosol calcique
Un organosol calcique, ou sol humocalcique, est un sol humique peu évolué de montagne qui comprend : 
- un horizon supérieur riche en matière organique dû à la faible vitesse de dégradation de la MO (climat froid) ;
- une roche-mère calcaire.

Du fait des pentes fortes, il y a peu d'argile et de matière minérale (érosion).
Il n'y a donc pas formation de complexes argilo-humiques.